# 亚洲动物基金
亚洲动物基金（Animals Asia Foundation，簡稱AAF），是总部设在香港的一家非政府、非盈利、公益性、福利性的慈善国际组织，旨在亚洲范围内终止动物虐待，呼吁停止屠杀和用猫、狗等家庭宠物作为餐饮食物，以及呼吁淘汰把导管插入黑熊腹内抽取胆汁的养熊业，并且希望通过倡导替代药物的使用，淘汰用动物器官作为药物生产的原材料，拯救中国及越南的黑熊（月熊）。

## 成立
亚洲动物基金是1998年由谢罗便臣女士（Jill Robinson，MBE）创办的动物福利慈善机构，总部设在香港，并且在香港、英国、美国和德国等国家和地区均已正式注册并享受税收减免的待遇。

### 救护中心
四川龙桥黑熊救护中心位于成都以北26公里，目前占地约200亩。救护中心的康复区和竹林区，为黑熊建造安全而且完全符合自然的家园。

## 开展的项目
- 拯救黑熊：旨在呼吁淘汰黑熊养殖和活熊取胆行业。
- 挚友……或佳肴：旨在呼吁解救宠物狗，防止宠物狗被屠杀后用作餐桌食物佳肴并培养它们成为人们的宠物朋友。
- 狗医生：呼吁让宠物狗进入医院或老人福利院陪伴病员和老年人的陪护宠物。
- 狗教授：呼吁让宠物狗进入学校让孩子更新对宠物狗的认识，培养爱护动物的观念。
- 动物福利：呼吁动物园改善圈养动物的生活条件和福利水平，并帮助兽医从业者提高动物福利意识。

## 形象代言与推广宣传
- 邀请了香港著名明星莫文蔚制作了拯救黑熊的中文宣传片以及邀请台湾著名明星任贤齐制作了《挚友……或佳肴》的宣传短片并制成光碟免费分发。
- 中国大陆著名媒体《南风窗》等国内媒体的广告宣传支持。

### 贊助人及榮譽董事
- 英國贊助人：
  - 弗吉尼婭·麦克纳（Virginia McKenna OBE），電影《獅子與我》（Born Free）女主角
- 香港榮譽董事：
  - 莫何敏儀 女士
  - 傅明憲 小姐

## 开展的活动
在中国大陆开展千里单骑助黑熊、大学生脚踏车协会跨省骑行助黑熊等公益性宣传活动。